# سنت هلن
سنت هلن (به انگلیسی: Saint Helena سینت هلینا) جزیره‌ای در جنوب اقیانوس اطلس و یکی از سرزمین‌های فرادریایی بریتانیا در سنت هلنا، اسنشن و تریستان دا کونا است. نام فارسی آن دخیل از انگلیسی است. دریانورد پرتغالی ژوانیو دا نووا (João da Nova) این جزیره را در ۱۵۰۲ کشف کرد و نام سنت هلنا مادر امپراتور روم کنستانتین بزرگ را بر آن نهاد. انگلستان سال‌ها از این جزیره به عنوان تبعیدگاه استفاده می‌کرده‌است. معروف‌ترین زندانی این جزیره ناپلئون بناپارت بود که تحت نظارت دولت بریتانیا سال‌های واپسین عمر خود را در این جزیره در تبعید بود. در طی سرشماری سال ۲۰۰۸ جمعیت جزیره سنت هلن، چهار هزار و ۲۵۵ نفر اعلام شد در حالی که ده سال پیش ۵٬۰۰۸ نفر در این جزیره زندگی می‌کردند.

## نظام سیاسی
بالاترین قدرت اجرایی در سنت هلن به چارلز سوم اعطا شده‌است که از سوی او فرماندار سنت هلن انتخاب می‌شود. نظام قانون‌گذاری سنت هلن برخلاف انگلستان، تک مجلسی است. این هیئت عالی مقننه دارای پانزده کرسی است که وظیفه اجرا و ادراه قوانین را بر عهده دارند. رای‌گیری هیئت عالی مقننه هر چهار سال یک‌بار انجام می‌پذیرد که در این رای‌گیری ۱۲ نماینده به صورت مستقیم توسط مردم برگزیده می‌شوند، سه نماینده دیگر را فرماندار انتخاب می‌کند. این سه عضو به ترتیب، دبیرکل، وزیر دارای و دادستان کل هستند. ریاست هیئت عالی مقننه نیز بر عهده فرماندار کل سنت هلن می‌باشد.

## مذهب
اکثریت ساکنان سنت هلن را پیروان کلیسا انگلیکن تشکیل می‌دهند که بخشی از قلمرو اسقف‌نشین سنت هلن را شامل می‌شود. از دیگر مذاهب مسیحیت در این کشور می‌توان به پیروان کلیسای کاتولیک (از سال ۱۸۵۲)، سپاه رستگاری (از ۱۸۸۴)، باپتیست (از ۱۸۴۵)، کلیسای منتظران ظهور روز هفتم و شاهدان یهوه اشاره کرد.

## اقتصاد

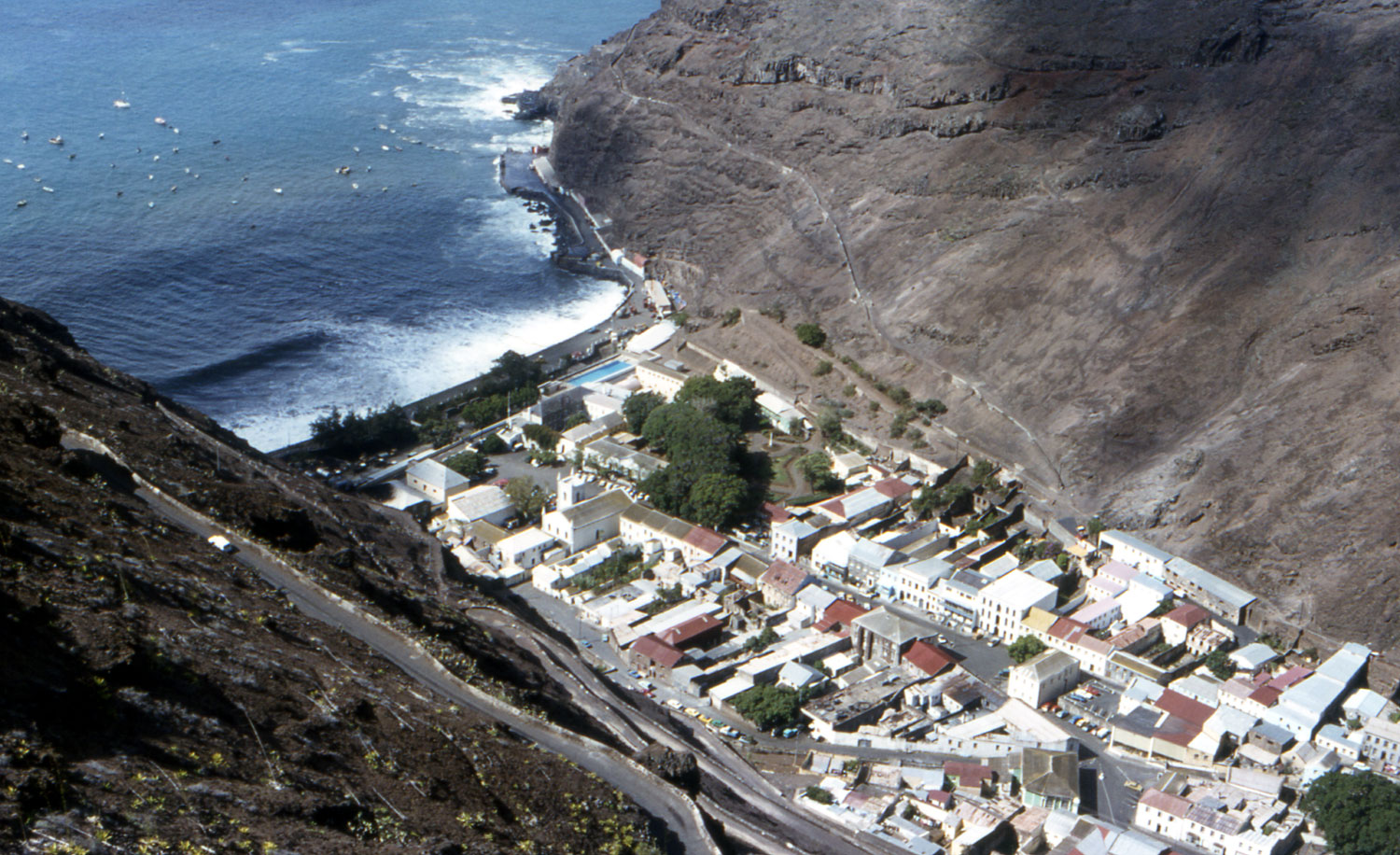
نمایی از بالای شهر جیمز تاون پایتخت سنت هلن

سنت هلن اقتصادی ضعیف دارد، به نحوی که تقریباً به صورت کاملاً پایدار به کمک‌های دولت بریتانیا وابسته است. تنها بخش فعال اقتصادی این کشور تولیدات ناخالص ملی به میزان ۵۰٪ و نیز بخش گردشگری است. مهم‌ترین محصول صادراتی این کشور قهوهٔ به نام سوییت ماریا است که گران‌ترین قهوه در دنیا نیز می‌باشد. یکی دیگر از محصولات صادراتی این کشور، نوشیدنی به نام تونگی اسپریت است که از عصاره گلابی خاردار کاکتوس یا اپونیتا فیکوس ایندیکا (تونگی نام محلی این کاکتوس است) گرفته می‌شود.
تا سال ۲۰۱۷، رفت‌وآمد به سنت هلن تنها با کشتی ممکن بود که هر سه هفته یک‌بار از کیپ تاون به سمت سنت هلن حرکت می‌کند که برای پیمودن این مسیر دریای پنج روز در راه است. در سال ۲۰۱۷ دولت بریتانیا فرودگاهی احداث کرد که رفت‌وآمد به سنت هلن را تسهیل می‌کند. از اهداف احداث این فرودگاه کمک به استقلالِ اقتصادِ سنت هلن، از طریق رونق گرفتن گردشگری است.

## تحصیل
تحصیلات در سنت هلن کاملاً رایگان و برای سنین ۵ تا ۱۶ سال اجباری است. نظام آموزشی در سنت هلن کاملاً یکسان با نظام آموزشی بریتانیا است.